# Hypsophila postlimbalis
Hypsophila postlimbalis är en fjärilsart som beskrevs av Embrik Strand 1921. Hypsophila postlimbalis ingår i släktet Hypsophila och familjen nattflyn. Inga underarter finns listade i Catalogue of Life.